# محمودآباد چاه‌ریگان
محمودآباد چاه‌ریگان، روستایی از توابع بخش نگین کویر شهرستان فهرج در استان کرمان ایران است.

## جمعیت
این روستا در دهستان چاهدگال قرار دارد و براساس سرشماری مرکز آمار ایران در سال ۱۳۸۵، جمعیت آن زیر سه خانوار بوده‌است.